# TT2
| N28 · a · Y1 | b | Aa1 · n · t | pr |

| N28 · a · Y1 | b | Aa1 · n · t | pr |

A TT2 (Theban Tomb, thébai sír) Habehnet, az Igazság helyének szolgálója (királyi mesterember)  sírja Nyugat-Thébában (Dejr el-Medina). Szülei Szennedzsem és Iyneferti, felesége Sahti, és valószínűleg Észet.